# Yasuko Matsuyuki
Yasuko Matsuyuki (Tosu, 28 novembre 1972) è un'attrice e cantante giapponese.

## Biografia
Yasuko Matsuyuki è nata nel 1972 a Tosu, Saga. Nel 1989, mentre era al liceo, Matsuyuki vinse un concorso per una rivista di moda Non-no. Dopo essersi diplomata alla Tosu Commercial High School, si è trasferita a Tokyo e ha iniziato la sua carriera come modella.
Nel 1991, Matsuyuki ha fatto il suo debutto cinematografico nella serie televisiva drammatica Nekketsu Shinnyū Shain Sengen. Nel 1993, ha interpretato un ruolo da protagonista nella serie drammatica basata sul manga Shiratori Reiko de Gozaimasu!. Quel ruolo ha avuto un grande impatto sulla scena drammatica e ha stabilito la sua carriera di attrice.
Nel 1998, dopo una relazione di 2 anni, Matsuyuki sposò il chitarrista Gaku Kadowaki. Da cui ha avuto un bambino nel 2001, ma divorziarono nel 2005.
Matsuyuki ha due fratelli minori. Uno è Kōhei Takamura (高村晃平), anche lui attore, e l'altro è Yo Matsuyuki un cantante rock.

## Filmografia

### Film
- Shiratori Reiko de Gozaimasu!, regia di Hisao Ogura (1995)[5]
- Another Heaven, regia di Jôji Iida (2000)
- Helen the Baby Fox, regia di Keita Kono (2006)
- Hula Girls, regia di Lee Sang-il (2006)
- Suspect X, regia di Hiroshi Nishitani (2008)
- The Unbroken, regia di Setsurô Wakamatsu (2009)
- Fullmetal Alchemist, regia di Fumihiko Sori (2017)[6]
- My Sweet Grappa Remedies, regia di Akiko Ôku (2020)
- Drawing Closer, regia di Takahiro Miki (2024)

### Televisione
- Shiratori Reiko de Gozaimasu! - serie TV, (1993)
- Maido Ojamashimaasu - serie TV, (1995)[7]
- Shōri no Megami - serie TV, (1996)
- Risō no Jōshi - serie TV, (1997)
- Kirakira Hikaru - serie TV, (1998)
- The Sun Never Sets - serie TV, (2000)
- Chūshingura 1/47 - Film TV, (2001)
- Beginner - serie TV, (2003)[8]
- Mother - serie TV, (2010)
- Taira no Kiyomori - serie TV, (2012)
- Half Blue Sky - serie TV, (2018)[9]

#### Doppiaggio giapponese

##### Live-action
- Rachel Weisz in The Bourne Legacy[10]

##### Animazione
- Mamá Imelda in Coco[11]

## Discografia

### Singli
- "ESP" - (1995)
- "Toki o Koete" (時を越えて) - (1995)
- "Rain: Ame ni Dakarete... (Rain – 雨に抱かれて・・・) - (1995)
- "Wish" - (1995)
- "Oyasumi" (おやすみ) - (1996)
- "Karappo no Ai no Arashi" (空っぽの愛の嵐) - (1997)
- "Happy Happy Days" - (1997)
- "Furimukanaide" (ふりむかないで) - (1997)
- "Ai no Sekai" (愛の世界) - (1998)
- "Kuchibiru" (口唇) - (1999)

### Album
- Pray - (1995)
- Mondodelix - (1997)
- 32'05" - (1998)

### Compilation
- M.M.M - (1999)